# Corpo de funções (teoria de esquemas)
Em geometria algébrica, o corpo de funções KX de um esquema X é uma generalização da noção de um feixe de funções racionais sobre uma variedade. No caso de variedades, tal como um feixe associado a cada conjunto aberto U o anel de todas as funções racionais sobre este conjunto aberto; em outras palavras, KX(U) é o conjunto de frações de funções regulares sobre U. Apesar deste nome, KX nem sempre dá um corpo para um esquema geral X.

## Casos simples
Nos casos mais simples, a definição de KX é simples.  Se X é uma variedade algébrica afim, e se U é um subconjunto aberto de X, então KX(U) será o corpo de frações do anel de funções regulares sobre U.  Porque X é afim, o anel de funções regulares sobre U será a localização das seções globais de X, e consequentemente KX irá ser o feixe constante cujo valor é a fração corpo das seções globais de X.
Se X é integral mas não afim, então qualquer conjunto aberto afim será denso em X. Isto significa que não há espaço suficiente para uma função regular fazer qualquer coisa interessante fora U, e consequentemente o comportamento das funções racionais sobre U determinaria o comportamento das funções racionais sobre X. De fato, o corpo de frações dos anéis de funções regulares sobre qualquer conjunto aberto irá ser o mesmo, então define-se, para qualquer U, KX(U) ser a fração corpo comum de qualquer anel de funções regulares sobre qualquer subconjunto afim de X. Alternativamente, podemos definir o corpo de funções neste caso como sendo anel local  do ponto genérico.

## Caso geral
O problema começa quando X não é mais integral. Então é possível ter divisores de zero no anel de funções regulares, e consequentemente a fração corpo não existe. A solução simplória é substituir-se a fração corpo pelo anel quociente total, isto é, inverte-se cada elemento que não é um divisor de zero. Infelizmente, nem somente esta pode deixar de dar um feixe, em geral nem sequer resulta uma pré-feixe. O bastante conhecido artigo de Kleiman, listado na bibliografia, apresenta um exemplo.
A solução correta é proceder da seguinte maneira:
Para cada conjunto aberto U, faz-se SU ser o conjunto de todos os elementos em Γ(U, OX) que não são divisores nulos em qualquer apêndice OX,x.  Faz-se KXpre ser o pré-feixe cujas seções em U são localizações SU-1Γ(U, OX) e cujos mapas de restrição são induzidos a partir de mapas de restrição de OX pela propriedade universal da localização. Então KX é o feixe associado ao pré-feixe KXpre.

## Questões posteriores
Desde que KX está definida, é possível estudar propriedades de X as quais dependem somente de KX. Este é o propósito da geometria birracional.
Se X é um esquema sobre um corpo k, então sobre cada conjunto aberto U temos uma extensão de corpo KX(U) de k. A dimensão de U irá ser o grau de transcendência desta extensão de corpo. Todas os grau de transcendência de extensões de corpo finitas de k correspondem ao corpo de funções racionais de alguma variedade.
No caso particular de uma curva algébrica C, que é unidimensional, segue-se que quaisquer duas funções não constantes F e G sobre C satisfazem uma equação polinomial P(F,G) = 0.